# Kaireddine Ben Telili
Kaireddine Ben Telili, né le 12 juillet 1998, est un lutteur tunisien.

## Carrière
Kaireddine Ben Telili est médaillé d'or dans la catégorie des moins de 65 kg aux championnats d'Afrique 2017 à Marrakech puis médaillé de bronze dans cette même catégorie aux championnats d'Afrique 2019 à Hammamet et aux Jeux africains de 2019 à El Jadida.
Il est médaillé de bronze dans la catégorie des moins de 70 kg aux Jeux de la Francophonie de 2023 à Kinshasa puis médaillé d'or dans cette catégorie aux championnats d'Afrique 2025 à Casablanca.